# Oksatres z Heraklei
Oksatres (gr.: Όξάθρης, Oksáthrēs) (zm. 284 p.n.e.) – tyran Heraklei Pontyjskiej razem ze starszym bratem Klearchosem II od 301 p.n.e. do swej śmierci. Młodszy syn tyrana Heraklei Pontyjskiej Dionizjusza Dobrego i władczyni Heraklei Pontyjskiej Amastris.
Otrzymał imię po dziadku macierzystym Oksatresie, który był bratem Dariusza III Artaszaty, króla Persji z dynastii Achemenidów. Przed śmiercią ojciec Dionizjusz Dobry wyznaczył żonę na jedyną władczynię Heraklei Pontyjskiej i z kilkoma innymi na opiekunkę jego i rodzeństwa. Gdy zmarł w r. 306/305 p.n.e., Amastris objęła po nim rządy w mieście. Po kilku latach (r. 301 p.n.e.) matka przekazała starszemu bratu Klearchosowi II władzę nad Herakleą, bowiem doszedł do wieku męskiego.
Oksatres i Klearchos II, w przeciwieństwie do ojca, nie byli łagodni i dobrzy wobec poddanych. Postanowili dokonać zbrodni na swej matce Amastris. Aby nie robiła im wielkich wymówek, skrycie doprowadzili do tego, by weszła na statek, po czym została utopiona w morzu. Ta zbrodnia oburzyła ich byłego ojczyma Lizymacha. Udając przyjaźń do Oksatresa i jego brata, przyjechał do Heraklei, celem wyświadczenia im przysługi. Kłamiąc, że żywi do nich takie same uczucia jak do ich ojca, uśmiercił najpierw Klearcha II, potem Oksatresa. Po ich ukaraniu przejął opiekę nad miastem, zabrał bogactwa gromadzone przez tyranów. Dał mieszkańcom możność wprowadzenia demokracji, po czym odjechał do swego królestwa. Diodor Sycylijski, historyk grecki, w swej pracy pt. Biblioteka historyczna (XX 77) poinformował, że Oksatres z bratem panował siedemnaście lat.
Lizymach po powrocie wychwalał byłą żonę Amastris, sławił Herakleję, częściowo chwalił Tios i miasto Amastris noszące imię założycielki. Te pochwały wzbudziły u żony Arsinoe chęć bycia władczynią tych miast. Poprosiła męża, by ten dał jej te miasta. Lizymach dopiero po pewnym czasie uległ, dając jej Herakleję Pontyjską we władanie.